# Улица Князя Чёрного
Улица Князя Чёрного (укр. Вулиця Князя Чорного) — улица в Новозаводском районе города Чернигова, исторически сложившаяся местность (район) Елецкая Гора, Третьяк. Пролегает от улицы Александра Довженко (Толстого) при примыкании Северянской до тупика возле проспекта Мира.
Примыкают улицы Василия Симоненко (Десняка), Леси Украинки, переулок Коцюбинского, Тихая, Хлебопекарная, Ремесленная, Княжая (Кирпоноса).

## История
Воздвиженская улица была проложена в 1805 году от Елецкого Успенского монастыря до 3-й Набережной улицы (сейчас Пушкина). Называлась Воздвиженская — в честь Воздвиженской церкви, которая была расположена на улице (в районе магазина «Янтарь» — проспект Мира дом № 19, ныне разрушена). На протяжении нескольких кварталов улица пролегала, там, где была вторая линия укреплений древнего города. Спуск к Подмонастырской улице (сейчас Толстого) проложен в 1860-х годах (после того как засыпали ров вдоль монастырской стены). В 1879 году построен учебный корпус мужского духовного училища (дом № 4), в котором в период 1919—1941 годов была школа имени Войкова, после — строительные организации и профтехучилище № 3, в настоящее время — Дворец культуры строителей и офисное здание. В 1897 году на территории усадьбы «Опеки императрицы Александры Фёдоровны про слепых детей» были созданы Школа слепых, освещена и открыта Домовая церковь Святой Александры Римлянки (дом № 15).
В 1908 году, во время празднования 1000-годовщины Чернигова и проведения 14-го Археологического съезда, часть Возвдвиженской улицы между улицами Святославская (ныне проспект Мира) и Подмонастырская (ныне Толстого) была выделена в отдельную улицу Князя Чёрного, поскольку здесь расположен курган Чёрная могила — согласно легенде, место захоронения князя Чёрного.
В 1919 году Воздвиженская улица и улица Князя Чёрного вновь объединены в единую Пролетарскую улицу — в честь социального класса пролетариат.
До Великой Отечественной войны на улице находились городское отделение народного образования, методический кабинет областного отделения народного образования, средняя школа имени Войкова, ряд государственных учреждений и организаций, гостиница (бывший «Царьград»), ресторан.
В период оккупации немецко-фашистскими войсками (1941—1943) Чернигова, приказом № 107 Черниговской городской управы от 12.12.1941, Пролетарская улица была переименована в Воздвиженскую улицу и улицу Князя Чёрного. В доме № 14 было расположено отделение № 1 вспомогательной полиции и СС.
После Великой Отечественной войны улица стала почти в два раза меньше: была создана аллея Героев, часть застроена (дома современных проспекта Мира и Борисоглебской улицы), восточный участок улицы стал отдельной улицей Родимцева. В послевоенные годы в начале улицы сохранилось несколько одноэтажных деревянных домов, а в конце улицы на месте разрушенных был построен ряд 5-этажных домов и дом областной прокуратуры.
В 2002 году улице было возвращено историческое название — в честь легендарного основателя Чернигова князя Чёрного.

## Застройка
Улица пролегает в северо-восточном направлении. Начало улицы пролегает у подножья Елецкой горы, огибая её, которая входит в историко-архитектурный заповедник Чернигов древний.
Непарная сторона начала улицы занята комплексом сооружений Елецкого Успенского монастыря, парная (до примыкания улицы Леси Украинки) — усадебная застройка (не относится к улице Князя Чёрного). Угол улиц Ремесленной и Князя Чёрного опоясывает комплекс Острога (Ремесленная, 2) — памятник каменной архитектуры 19 века, сооружённый с использованием образцового проекта архитектора А. Д. Захарова. Далее непарная сторона улицы занята учреждениями обслуживания и многоэтажной жилой застройкой (5-этажные дома), парная — частично усадебной (один дом), малоэтажной жилой застройкой (3-этажные дома), пожарным депо (дом № 18/3).
|                                                                       |                                               |                                                          |                                                        |
| начало улицы справа Комплекс сооружений Елецкого Успенского монастыря | участок перед примыканием улицы Леси Украинки | участок от Ремесленной улицы до улицы Княжая (Кирпоноса) | конец улицы: после примыкания улицы Княжая (Кирпоноса) |

Учреждения:
1. дом № 1 — Комплекс сооружений Елецкого Успенского монастыря — часть национального историко-архитектурного заповедника Чернигов древний
2. дом № 4 — Дворец культуры строителей
3. дом № 9 — Прокуратура Черниговской области
4. дом № 14 — Государственная налоговая администрация в Черниговской Области
5. дом № 15 — Черниговский областной центр научно-технического творчества ученической молодежи
6. дом № 18/3 — ПГПЧ № 3 (пожарная часть)

|                                                                    |                                     |                                   |                                   |
| памятники архитектуры Успенский собор и Усыпальница Якова Лизогуба | Петропавловская церковь с трапезной | Здание уездного духовного училища | памятник археологии Чёрная могила |

Памятники архитектуры и/или истории:
1-11 — Комплекс сооружений Елецкого Успенского монастыря: 1-7 — национального, 8-11 — местного значения
Тип памятника: 1-6 — архитектуры и/или истории, 7-10 — архитектуры, 11 — истории
1. дом № 1 — Успенский собор (XII—XVII века)
2. дом № 1 — Колокольня Успенского собора (XVII век)
3. дом № 1 — Северные кельи (XVI—XVII века)
4. дом № 1 — Восточные кельи (XVI—XVII века)
5. дом № 1 — Юго-западные кельи (XVI—XVII века)
6. дом № 1 — Стены и ворота (XVII век)
7. дом № 1 — Дом Феодосия (1688 год)
8. дом № 1 — Петропавловская церковь с трапезной (XVII—XIX века)
9. дом № 1 — Усыпальница Якова Лизогуба (XVIII век)
10. дом № 1 — Остатки дома Игумена (XVIII век)
11. дом № 1 — Некрополь Елецкого Успенского монастыря (XVII—XVIII века)
12. дом № 4 — Здание уездного духовного училища (1908 год) — архитектуры местного значения

Памятники археологии национального значения:
1. возле дома № 4 — курган Чёрная могила (конец 10 века)

Есть ряд значимых и рядовых исторических зданий, что не являются памятниками архитектуры или истории: три 3-этажных жилых дома (№ 12, 14, 16), № 18/3.